# Austur-Skaftafellssýsla

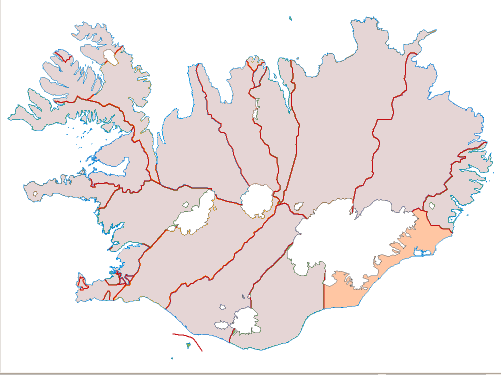
Carte de localisation d'Austur-Skaftafellssýsla

Austur-Skaftafellssýsla est un comté islandais, situé dans la région de Austurland. 